# Emily Waita Macharia
Emily Waita Macharia (biệt danh là Emily Waita) là một nhân viên quan hệ công chúng Kenya, từng là Giám đốc Quan hệ Công chúng của Công ty Coca-Cola vùng Trung, Đông và Tây Phi, có trụ sở tại Nairobi, thủ đô của Kenya.

## Tiểu sử
Cô sinh ra ở Kenya, khoảng năm 1979. Cô theo học Đại học Nairobi, tốt nghiệp Cử nhân Kinh tế, năm 2004.
Cô cũng đã trải qua đào tạo trong một chương trình quản lý điều hành tại Đại học Strathmore, Nairobi, Kenya. Sau đó, cô được đào tạo trong Chương trình quản lý nâng cao tại Viện Khoa học Kinh doanh Gordon, trường kinh doanh của Đại học Pretoria.

## Công việc
Trong khoảng thời gian gần một năm rưỡi, Emily Waita giữ chức Phó chủ tịch phụ trách nhân sự tại AIESEC, tổ chức phi lợi nhuận lớn nhất dành cho giới trẻ trên thế giới. Cô có trụ sở tại Kenya và phục vụ bán thời gian tại Bỉ.
Vào tháng 3 năm 2007, cô được thuê làm Giám đốc nhân sự tại Lafarge-Holcim Đông Phi. Sau đó, cô được thăng chức thành Giám đốc phụ trách nhóm doanh nghiệp cho ba nhà máy của tập đoàn tại Bamburi ở Kenya, Hima ở Uganda và Mbeya ở Tanzania.
Ngay trước khi nhận nhiệm vụ hiện tại tại Coca-Cola, vào tháng 8 năm 2015, bà Macharia đã từng là Giám đốc Điều tiết tại Chợ Thuốc lá Anh Mỹ tại Đông Phi, trải rộng trên khắp các quốc gia thuộc Cộng đồng Đông Phi, Sừng châu Phi và Quần đảo Ấn Độ Dương, từ 2012 đến 2015.

## Những ý kiến khác
Vào tháng 9 năm 2018, Business Daily Africa, một tờ nhật báo tiếng Anh ở Kenya, vinh danh Emily Waita Macharia là một trong Top 40 phụ nữ dưới 40 tuổi năm 2018. Cô kết hôn với Kenneth Macharia.

## Liên kết mở rộng
- British American Tobacco Kenya Limited vs. Kenya Ministry of Health: Judgement Lưu trữ ngày 15 tháng 12 năm 2018 tại Wayback Machine As of ngày 24 tháng 3 năm 2016.